# Roc de l'Àliga (Vilallonga de Ter)
El Roc de l'Àliga és una muntanya de 1.410 metres que es troba al municipi de Vilallonga de Ter, a la comarca catalana del Ripollès.